# Clemens Prüfer
Clemens Prüfer (13 de agosto de 1997) es un deportista de Alemania que compite en atletismo. Ganó una medalla de plata en el Campeonato Europeo de Atletismo Sub-23 de 2019, en la prueba de lanzamiento de disco.